# شرک: روح لرد فارکواد
شرک: روح لرد فارکواد یک انیمیشن کوتاه چهار بعدی بود که مخصوص سینماهای یونیورسال سیتی ساخته شده بود. این انیمیشن محصول سال ٢٠٠٣ ایالات متحده آمریکا می باشد.

## داستان
لرد فارکواد توسط اژدهایی بلعیده می شود. اما روح او بازگشته و به اعمال شرورانه خود ادامه می دهد ...